# Łowcy koszmarów
Łowcy koszmarów (ang. Special Unit 2) – amerykański serial fantastyczny emitowany w latach 2001-2002.
Akcja toczy się w Chicago. Jednostka specjalna policji prowadzi tajne działania przeciwko licznym potworom, pojawiającym się w mieście i stanowiącym zagrożenie dla ludzkości.

## Główne role[1]
- Michael Landes: detektyw Nicholas O'Malley
- Alexondra Lee: detektyw Kate Benson
- Richard Gant: kapitan Richard Page
- Danny Woodburn: Carl, gnom
- Jonathan Togo: Jonathan
- Sean Whalen: Sean Radmon